# 종 (성씨)
종(鍾, 宗)씨는 한국을 포함한 동아시아의 성씨이다.

## 쇠북 종 鍾
종(鍾)씨는 중국 송나라의 환공이 둘째 아들을 종성(鍾城)의 왕에 봉하여 이루어진 성으로 전해진다. 종(鍾)씨는 중국 성씨 인구 순위 56위이다.
종(鍾)씨는 2000년 대한민국 통계청 인구조사에서 816명으로 조사되었다. 본관은 영암(靈巖)·하음(河陰)·강화(江華)·통진(通津)·두원(荳原)·정의(旌義)·풍덕(豊德) 등 7본이나, 대종은 영암 종씨(靈岩鍾氏)이고, 하음(河陰)·통진(通津)·강화(江華)를 관향으로 하는 종(鍾)씨는 영암 종씨(靈岩鍾氏)의 세거지이다.
영암 종씨(靈岩鍾氏) 종친회가 소장하고 있는 문헌에 의하면, 종(鍾)씨는 원래 중국의 성씨로서 송(宋)나라 환공(桓公)이 둘째 아들을 종성(鍾城)의 왕(王)으로 봉하고 종(鍾)씨를 하사하면서 비롯된 성으로 전해진다. 그 후에 종동수(鍾銅修), 종지란(鍾芝蘭)이 함께 조선에 들어왔다고 하나 언제인지 시기는 확실하지 않다.
조선 태조가 조선을 개국한 후에 낭주(郎州)를 영암(靈岩)으로 고쳐 종관수(鍾寬秀)를 영암백(靈岩伯)으로 봉하였다고 하는데, 그 후 세계(世系)는 실전(失傳)되어 정확히 알지 못한다.
1세조 종석(鍾錫)이 강화군(江華郡) 하점면(河岾面)에 터를 잡아 현재 15대째 세계(世系)를 이어와, 후손 대부분이 강화도(江華島)에 살고 있다. 중시조 종석(鍾錫)은 수직(壽職)으로 통정대부(通政大夫)에 증직되었다.
인물로는 통정대부(通政大夫) 공조참의(工曹參議)를 지낸 종익휘(鍾益輝)와 통훈대부(通訓大夫) 군자감(軍資監)을 역임한 종명대(鍾鳴大), 한성부윤(漢城府尹) 오위도총부부총관(五衛都摠府副摠管)을 지낸 종관(鍾官), 호조참판(戶曹參判) 종운성(鍾雲聲), 동지중추부사(同知中樞府事) 종진길(鍾進吉) 등이 있다.
과거 급제자로는 정3품 전의감정(典醫監正) 종치선(鍾致善)의 아들 종세필(鍾世弼)이 1525년(중종 20년) 식년시(式年試) 3등으로 역과에 급제하였고, 종진원(鍾振遠)의 아들 종성달(鍾成達)이 1706년(숙종 32년) 무과에 급제하였다는 기록이 있는데, 본관은 영암(靈巖), 거주지는 강화(江華)로 기록되어 있다.
1백여권의 필사(筆寫)로 된 세보(世譜)가 있고, 1864년(고종1년)에 발간된 족보인 《갑자보(甲子譜)》는 종인서(鍾仁緖)가 소장한 보책(譜冊)이다.

## 마루 종 宗

### 중국 및 한국
종(宗)씨는 중국 주(周)나라 대부(大夫) 종백(宗伯)의 후예로 전한다.
종(宗)씨는 2015년 대한민국 통계청 인구조사에서 6명으로 조사되었다. 본관은 전주 단본이다.
역사 인물로는 신라 문무왕 때 아찬(阿飡)으로서 대야성(大耶城:陝川)의 도독(都督)이던 종정(宗貞), 고려 태조 때 대장군으로 후백제군을 크게 격파한 종희(宗熙), 또 비슷한 시기에 소판(蘇判)의 관직을 지낸 종간(宗侃) 등의 이름이 《삼국사기》, 《고려사》 등에 기록되어 있으나, 오늘날의 종(宗)씨와의 관계를 상고할 수 없다.
1930년도 국세조사 당시에는 황해도 서흥(瑞興)·곡산(谷山) 지방에 3가구가 있었다. 당시 황해도 구포면 신당리에 살고 있던 종경철(宗慶喆)에 따르면, 그가 3세 때 평안남도 중화군에서 그곳으로 이주하여 왔다고 한다.
조선왕조실록에 쓰시마섬에서 넘어온 겐지, 헤이시와 쓰시마국 종(宗) 씨(소 씨) 가문과의 대외 관계에 대한 기록이 여러 차례 등장하고 있다.

### 일본

일본의 소 씨

소 씨(宗氏)는 과거 쓰시마국(対馬国)을 지배한 슈고・센고쿠 다이묘이다. 하타 우지(秦氏)의 후예 고레무네 우지(惟宗氏)의 분가이지만, 무로마치 시대 중기 무렵 다이라노 도모모리(平知盛)를 시조로 한 간무 헤이시(桓武平氏)를 자칭하게 되었다.
쓰시마 국주의 시조가 울산 두왕동에서 시작되었다는 전설이 있는데, 6세기 울산은 가야, 왜 연합군의 영역이었다. 소 씨가 일본 황족 출신, 또는 본래 겐지, 헤이시였다는 설이 있으나 분명하지 않다.

## 같이 보기
- 鍾姓
- 宗姓
- 鐘姓